# Tremacron
Tremacron és un gènere amb set espècies de plantes herbàcies pertanyent a la família Gesneriaceae. Es distribueixen pel sud de la Xina en Yunnan i Sichuan on creix en els boscs de fulla perenne, entre grans pedres i en els penya-segats rocosos, a una altura de (1000 -) 2.500-3.200 metres.
El nom del gènere deriva del grec τρεμα, trema = forat, porus i ακρον, akron = extrem, punta, la part superior; en al·lusió a les anteres que s'obrin amb una esquerda transversal en la part superior. És una planta herbàcia perennifòlia en roseta. Les fulles són radials, poc peciolades, la làmina és el·líptica, ovada, ovat - cordada o cordada-orbicular, crenada o dentada, ambdues superfícies pubescents. La inflorescència en cimes amb un llarg peduncle i amb diverses flors i bractèoles lineals. Sèpals lliures a la base, estretament lanceolats. Corol·la groga, blanca o roja, subglabra, tubular acampanada, bilabiada. Càpsula oblonga o cilíndrica prima.